# Piano proiettivo
In matematica il piano proiettivo è un'estensione del piano euclideo a cui viene aggiunta una "retta impropria" posizionata idealmente all'infinito e in modo da circoscriverlo. Esteso in questo modo il piano diventa uno spazio compatto in cui anche le rette tra loro parallele si incontrano in un unico punto e tale punto di intersezione è idealmente collocato sulla "retta impropria". La retta impropria può essere visualizzata come la retta che si vede all'orizzonte quando un piano (euclideo) viene rappresentato in prospettiva oppure può essere pensata come una circonferenza infinitamente lontana che circonda tutto il piano euclideo e i cui punti antipodali sono identificati in maniera tale che le rette parallele ad una stessa direzione abbiano tutte un unico punto di intersezione su di essa.
Il piano proiettivo reale è lo spazio di linee in R3 passante per l'origine. È una varietà differenziabile non orientabile 2-dimensionale, vale a dire una superficie che non può essere immersa senza auto-intersecarsi. Essa ha caratteristica di Eulero pari a 1 e quindi genere unitario.
In matematica il piano proiettivo si indica con P2 o {\displaystyle \mathbb {P} ^{2}}.

## Modelli matematici
Un modello di piano proiettivo può essere definito matematicamente in vari modi che forniscono strutture isomorfe.

### Sfera quozientata
Un modello di piano proiettivo si ha considerando la sfera {\displaystyle S^{2}} immersa nello spazio euclideo tridimensionale in cui
- definiamo punti proiettivi del piano proiettivo le coppie di punti antipodali sulla sfera.
- definiamo rette proiettive del piano proiettivo tutti i cerchi massimi che giacciono sulla sfera (la definizione è consistente con la precedente poiché un cerchio massimo contiene l'antipodale di ogni suo punto).

Questo equivale a considerare sulla sfera la relazione di equivalenza ~ che identifica i punti antipodali:
{\displaystyle x\sim y\qquad \leftrightarrow \qquad x=y\,{\text{ oppure }}\,x=-y}
e definire il piano proiettivo come lo spazio topologico quoziente
{\displaystyle \mathbb {P} ^{2}:=S^{2}/\sim .}

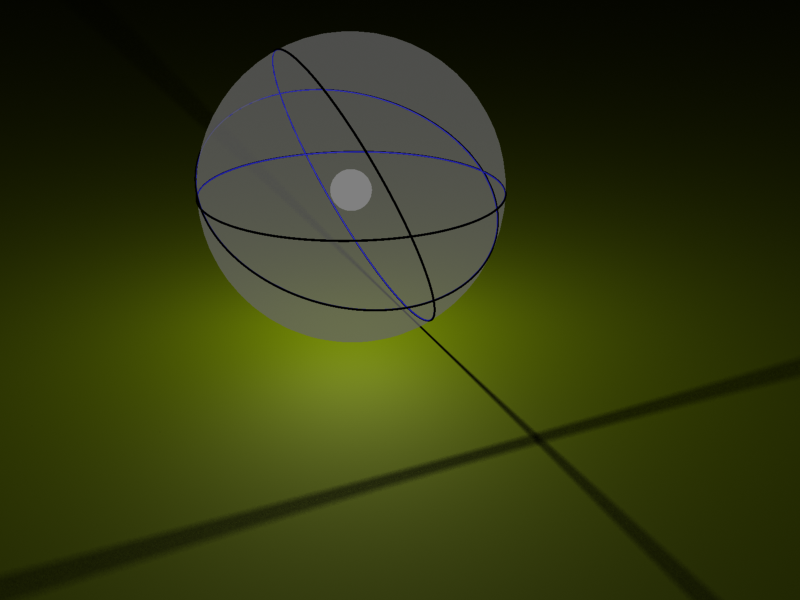
La sorgente di luce disposta al centro della sfera proietta il piano proiettivo su un piano mandando rette proiettive generiche in rette e mandando all'infinito la retta proiettiva parallela al piano.

È possibile definire una applicazione che manda il piano proiettivo {\displaystyle \mathbb {P} ^{2}} privato di una retta nel piano euclideo in modo tale da mandare rette proiettive in rette euclidee. A tale scopo consideriamo nello spazio tridimensionale il piano {\displaystyle \pi } tangente alla sfera {\displaystyle S^{2}} nel "polo sud". Possiamo associare alle coppie di punti antipodali sulla sfera (che sono punti del piano proiettivo) un punto del piano {\displaystyle \pi } individuato dall'intersezione del piano con la retta congiungente i due punti antipodali. Intuitivamente è come se stessimo guardando l'ombra prodotta sul piano da questa coppia di punti quando una sorgente di luce disposta nel centro della sfera. I cerchi massimi sulla sfera (corrispondenti a rette proiettive) vengono mandate tutte in rette sul piano {\displaystyle \pi }.
Questa applicazione manda tutti i punti del piano proiettivo sul piano {\displaystyle \pi } fatta eccezione per i punti appartenenti al cerchio massimo parallelo al piano (che in qualche senso vengono mandati all'infinito). Se omettiamo tale cerchio dal dominio l'applicazione così definita è una corrispondenza biunivoca che fa corrispondere rette del piano a rette proiettive sul piano proiettivo. Questa costruzione spiega in che modo il piano proiettivo possa essere visto come un'estensione del piano euclideo.

### Coordinate omogenee
Una coppia di punti antipodali sulla sfera {\displaystyle S^{2}} individua univocamente una retta nello spazio tridimensionale passante per l'origine. Tale retta può essere individuata da equazioni parametriche della forma:
{\displaystyle x=at,}
{\displaystyle y=bt,}
{\displaystyle z=ct,\quad {\text{con}}\quad t\in \mathbb {R} ,}
dove i coefficienti {\displaystyle a,b} e {\displaystyle c} non sono tutti nulli, e dalla famiglia di infinite equazioni che si ottengono moltiplicando tutti i coefficienti per uno stesso fattore non nullo.
Questo significa che il piano proiettivo può essere rappresentato da terne di coefficienti {\displaystyle (a,b,c)} non nulle identificando tra loro le terne che differiscono per una costante di proporzionalità. Questo equivale a considerare l'insieme quoziente di {\displaystyle \mathbb {R} ^{3}\smallsetminus \left\{O\right\}} rispetto alla relazione di equivalenza
{\displaystyle (a,b,c)\sim (a',b',c')\quad \leftrightarrow \quad {\frac {a}{a'}}={\frac {b}{b'}}={\frac {c}{c'}}.}
L'insieme quoziente {\displaystyle \left(\mathbb {R} ^{3}\smallsetminus \left\{O\right\}\right)/\sim } individua un sistema di coordinate per il piano proiettivo che vengono chiamate coordinate omogenee.
La classe di equivalenza della terna {\displaystyle (x,y,z)} viene indicata con la scrittura
{\displaystyle [x,y,z]\quad {\text{oppure}}\quad [x:y:z]\quad {\text{oppure}}\quad (x:y:z).}

## Proprietà topologiche
La topologia naturale per il piano proiettivo P2 definito come una sfera quozientata si ha considerando la topologia quoziente della sfera rispetto alla relazione di equivalenza in essa definita.
Lo stesso spazio topologico (a meno di omeomorfismi) può essere ottenuto considerando un quadrato e incollando i lati opposti nei versi indicati in figura (ossia identificando tra loro punti antipodali rispetto al centro del quadrato).
Il piano proiettivo ha le seguenti proprietà topologiche:
- è uno spazio compatto e connesso;
- è dotato della struttura di superficie topologica, cioè localmente omeomorfo al piano euclideo R2;
- come superficie il piano proiettivo non è orientabile, per dimostrarlo è sufficiente osservare che al suo interno è possibile individuare un nastro di Moebius;
- poiché è compatto e non orientabile il piano proiettivo (come la bottiglia di Klein) non può essere ottenuto come superficie immersa nello spazio euclideo tridimensionale senza autointersezioni;
- il rivestimento universale del piano proiettivo è la mappa S2 → P2 indotta dalla relazione d'equivalenza antipodale;
- il gruppo fondamentale del piano proiettivo è dato dal gruppo di due elementi Z2: questo può essere dimostrato con il teorema di Van Kampen, oppure segue dall'esistenza di un rivestimento universale di grado 2;
- la sua caratteristica di Eulero è 1;
- il suo genere è 1.